# Килими Хереке

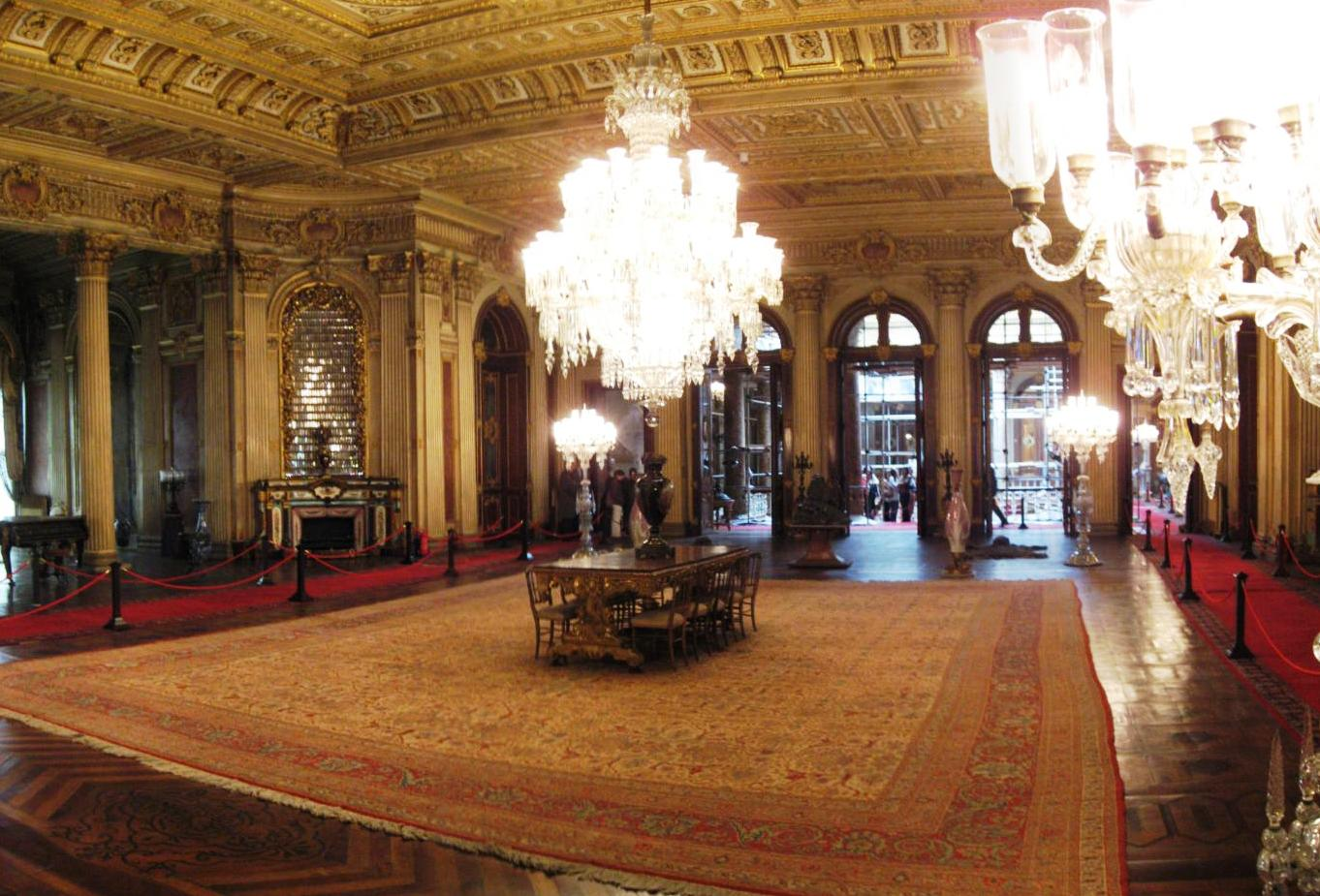
Килим Хереке на підлозі палацу Долмабахче

Килими Хереке — турецькі класичні килими, що виготовляються у провінції Коджаелі.

## Історія
Виготовлення килимів Хереке започаткував султан Абдул-Меджид I для декорування палацу Долмабахче. Для цього була заснована Імперська мануфактура в місто Хереке у провінції Коджаелі до якої запросили митців та ткачів з усієї імперії. Після падіння Османської імперії виготовлення килимів призупинилося до середини ХХ ст., коли мистецтво почали відроджувати.

## Стиль
Килими Хереке зазвичай великих розімірів (як для палацу). Виготовляють з шерсті верблюдів та шовку. Висока якість цих килимів роблять їх об'єктом для колекціонування.